# Great Tey
Great Tey è un villaggio e parrocchia civile dell'Inghilterra, appartenente alla contea dell'Essex.